# Kamienica Langerowska w Krakowie
Kamienica Langerowska – zabytkowa kamienica znajdująca się w Krakowie, w dzielnicy I przy Małym Rynku 2, na Starym Mieście. 

## Historia
Kamienica została wzniesiona na przełomie XIV i XV wieku. W XVIII wieku została połączona wnętrzami z sąsiednią kamienicą nr 3, jednak oba budynki zachowały odrębność administracyjną oraz odmienne elewacje. Od lat 70. XIX wieku do początków XX wieku mieściły one sklep kolonialny Barberowskich. W 1937 zlokalizowano w ich parterach miodosytnię "Pasieka", założoną przez Feliksa Nawrockiego. Sale lokalu zostały ozdobione olejnymi polichromiami o tematyce historycznej autorstwa Erwina Czerwenki i Zygmunta Wierciaka, które zachowały się do dziś w jednym z pomieszczeń na zapleczu. W II połowie lat 30. XX wieku na dachu kamienicy zamontowano jeden z pierwszych w Krakowie neonów. Reklamował on firmę Maurycego Pleszowskiego handlującą meblami i antykami.
3 maja 1968 kamienica została wpisana do rejestru zabytków. Znajduje się także w gminnej ewidencji zabytków.